# Esperimento Lunar Laser Ranging
L'esperimento Lunar Laser Ranging (misura laser lunare) è un esperimento che prevede la misurazione continuata della distanza fra la Terra e la Luna mediante il laser.

## Primi esperimenti

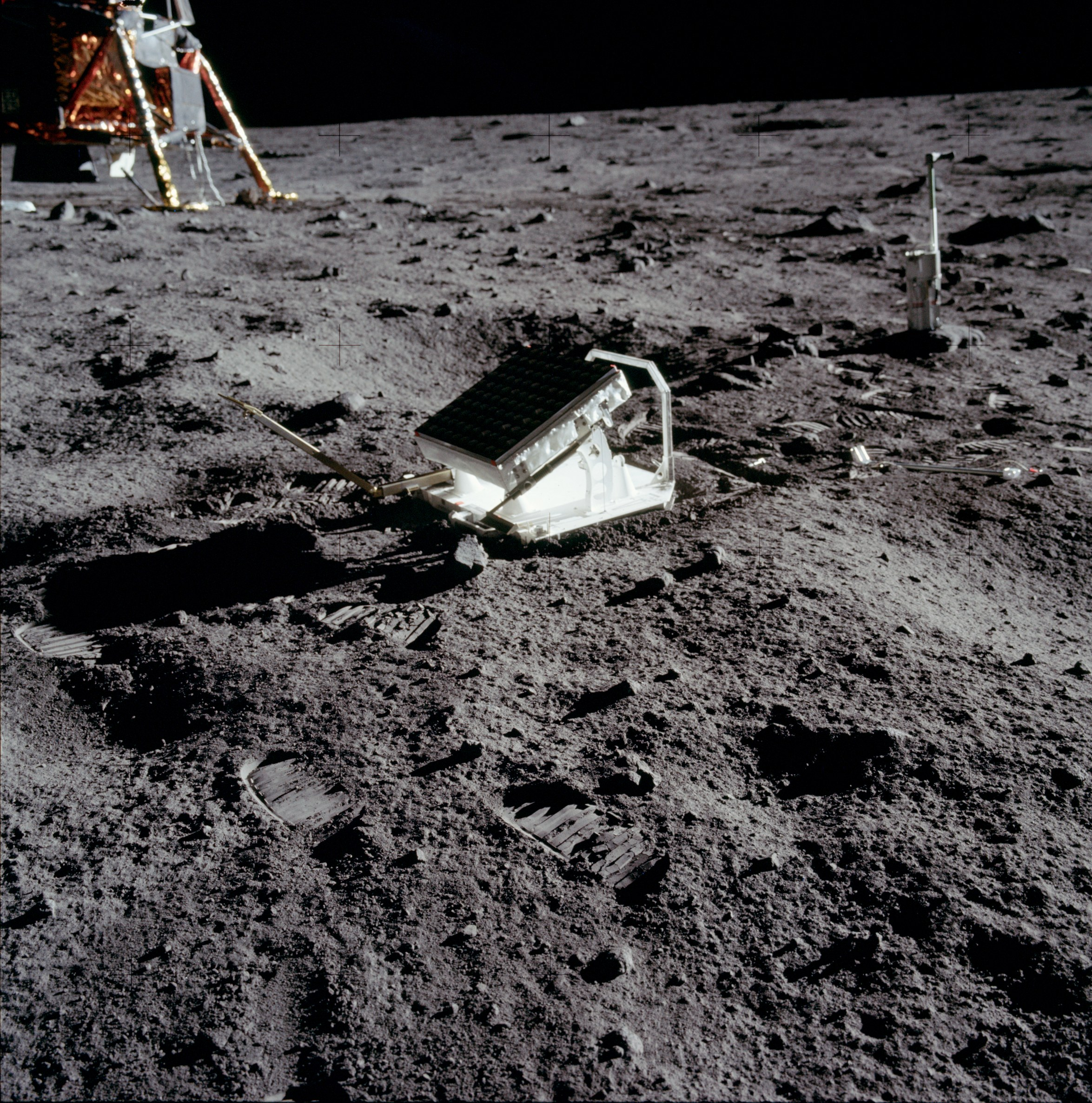
Il retroriflettore installato dagli astronauti dell'Apollo 11.

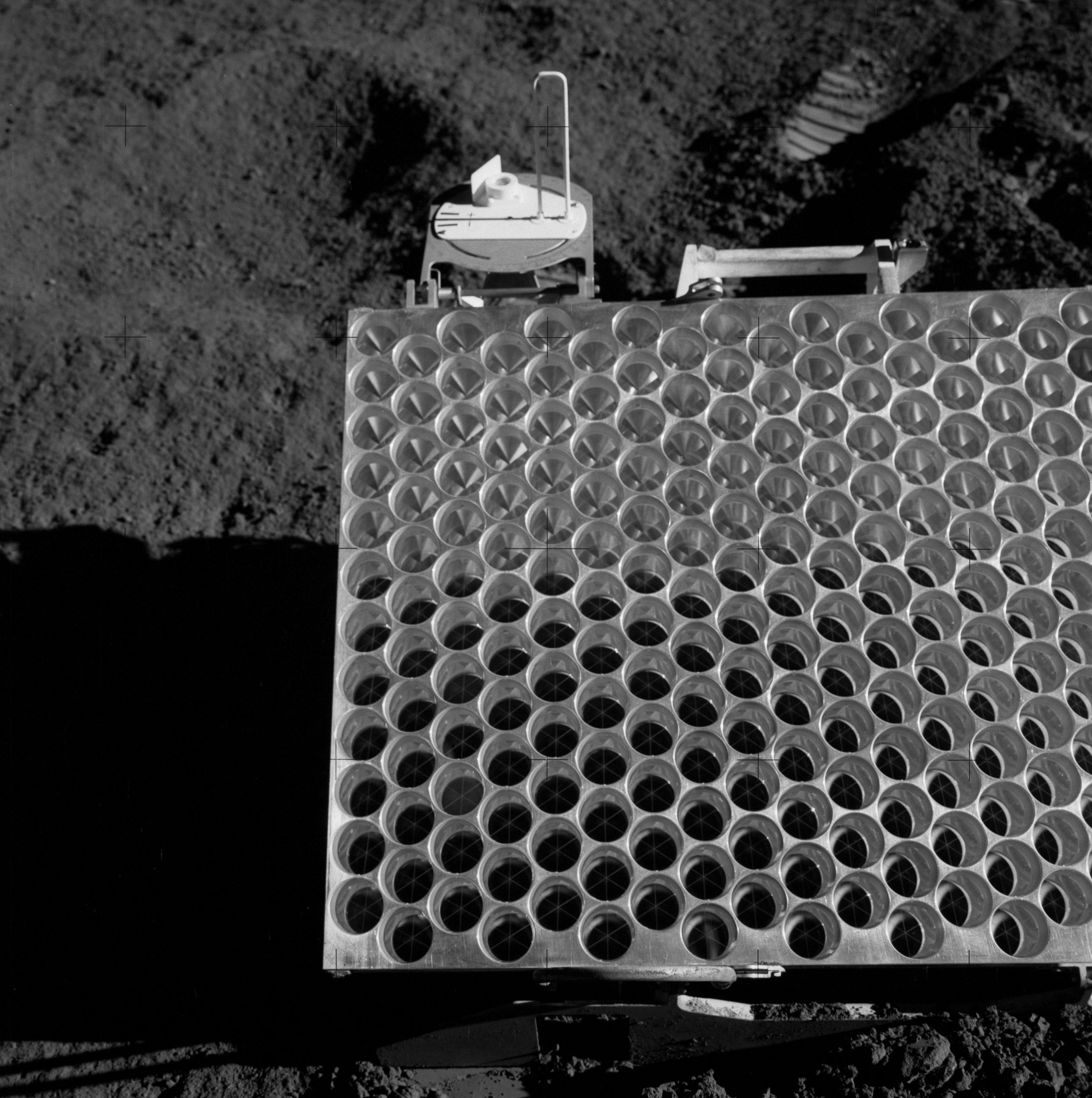
Particolare del pannello catarifrangente dell'Apollo 15.

Schema del retroriflettore dell'Apollo 15.
1: gnomone solare 2: livella 3: maniglia di trasporto 4: piedino regolabile 5: copertura termica 6: agganci.

Le prime misurazioni furono eseguite nel 1962 da un team del Massachusetts Institute of Technology, che riuscì ad osservare le riflessioni di impulsi laser di un millisecondo.
Un'analoga misurazione venne ottenuta lo stesso anno da un team sovietico dell'Osservatorio astrofisico della Crimea utilizzando un laser a rubino Q-switched.
Il 21 luglio 1969 l'equipaggio dell'Apollo 11 installò uno specchio catarifrangente, tramite il quale fu possibile ottenere un'eccezionale accuratezza delle misurazioni. Successivamente anche le missioni Apollo 14 e Apollo 15 contribuirono all'esperimento installando altri due pannelli catarifrangenti.
I due rover lunari automatici sovietici Lunochod 1 e Lunochod 2 portarono anch'essi due piccoli pannelli catarifrangenti. Mentre l'apparato del Lunochod 2 continuò a funzionare riflettendo i segnali verso la Terra, quello del Lunochod 1 venne perduto nel 1971, anno dopo il quale non risultò più ricevibile il segnale riflesso; solo nell'aprile del 2010 un team dell'Università della California - San Diego, utilizzando le immagini provenienti dal Lunar Reconnaissance Orbiter della NASA, ha localizzato nuovamente l'apparato.
I riflettori sovietici soffrono di un calo di prestazioni quando vengono esposti alla luce diretta del sole, fenomeno che è invece stato considerato nei riflettori statunitensi installati dalle missioni Apollo.
Il pannello catarifrangente installato dalla missione Apollo 15 è tre volte più grande dei due posti in opera dalle altre missioni Apollo: ciò ha fatto sì che sia stato il bersaglio scelto per tre quarti delle misurazioni che furono effettuate nei primi 25 anni dell'esperimento. Nel tempo, i miglioramenti tecnologici hanno permesso un maggiore utilizzo degli apparati più piccoli, da parte di siti quali l'osservatorio della Costa Azzurra di Grasse in Francia e dell'APOLLO (Apache Point Observatory Lunar Laser-ranging Operation) in Nuovo Messico.

## Procedimento
La distanza dalla Terra alla Luna è calcolata approssimativamente utilizzando l'equazione:
Distanza = (Velocità della luce × Tempo impiegato dal riflesso del laser a raggiungere la Terra) / 2.
In realtà, il tempo necessario perché il raggio laser riflesso raggiunga nuovamente il punto di partenza (circa 2,5 secondi) è influenzato dal moto relativo della Terra e della Luna, dalla rotazione terrestre, dalla librazione lunare, da effetti relativistici, nonché dalle condizioni atmosferiche e dal ritardo di propagazione attraverso l'atmosfera terrestre, dallo spostamento dei poli terrestri e dal movimento tettonico della crosta terrestre su cui poggia la stazione di osservazione.
Nonostante ciò, nell'arco di più di 35 anni la distanza Terra-Luna è stata misurata con sempre maggiore accuratezza.
La distanza cambia di continuo per una varietà di motivi, ma la media è di circa 384.467 chilometri.
Il raggio laser emesso dalla Terra giunge sulla superficie della Luna con un diametro di circa 6,5 kilometri.
I fotoni ricevuti possono essere identificati perché il laser emette una luce altamente monocromatica. La luce riflessa è troppo debole per essere vista ad occhio nudo, dato che, anche nelle condizioni migliori, ogni 1017 fotoni emessi solo uno viene ricevuto sulla Terra.
Le misure fornite dall'esperimento sono le più precise mai effettuate dall'uomo: la precisione ottenuta equivarrebbe al misurare la distanza tra New York e Los Angeles in decimi di millimetro.
Dal 2002 si riescono ad ottenere misure Terra-Luna con un'accuratezza prossima al millimetro, benché le prestazioni dei pannelli riflettenti stiano continuando a degradare con l'età.

## Risultati ottenuti
Ecco alcuni dei risultati ottenuti dalle misurazione a lungo termine:
- la Luna si sta allontanando dalla Terra lungo una spirale al ritmo di 38 mm per anno;[6]
- è probabile che la Luna abbia un nucleo liquido con un raggio pari al 20% del raggio lunare;[2]
- la forza di gravità universale è molto stabile: gli esperimenti hanno stimato che dal 1969 la costante gravitazionale di Newton  G è variata al massimo di una parte su 1011;[2]
- indizi dell'esistenza dell'effetto Nordtvedt, una differenza nell'accelerazione di Terra e Luna intorno al Sole dipendenti dalla composizione, sono stati esclusi fino a notevoli gradi di precisione[8][9], supportando il principio forte di equivalenza.
- La teoria della gravità derivata dalla teoria della relatività generale di Albert Einstein sta predicendo l'orbita lunare all'interno dei livelli di accuratezza delle attuali misurazioni laser.[2]

L'accuratezza degli esperimenti di misurazione ha consentito una conoscenza dell'orbita lunare sufficientemente dettagliata da permettere di datare con estrema precisione tutte le eclissi verificatesi a partire da 3400 anni fa.
La presenza dei retroriflettori sulla luna è stata inoltre utilizzata per confutare le teorie di cospirazione che sostengono la falsità delle missioni lunari. Ad esempio, il grafico ottenuto dall'esperimento APOLLO è compatibile con il posizionamento di uno strumento retroriflettente nelle vicinanze del punto di allunaggio conosciuto.